# Festa dell'aquilone
La Festa dell'aquilone è una gara tra gli aquiloni, che si svolge in Urbino la prima domenica di settembre, fin dal 1955. Inizialmente tenuta sul Colle delle Vigne, ovvero nel parco della Fortezza Albornoz (Parco della Resistenza); poi, dal 1991, è stata trasferita fuori dal centro storico, sulle colline delle Cesane.
La festa si sviluppa tra sabato e domenica; il primo giorno si assiste alla sfilata ed alla presentazione delle contrade cittadine partecipanti, nel centro storico.
Il secondo giorno è dedicato alla gara; mentre la premiazione delle contrade, vincitrici dei vari premi, si svolge la sera, durante la cena in piazza del Rinascimento, davanti al Palazzo Ducale.

## Contrade
| Contrada       | Zona           |
| -------------- | -------------- |
| Duomo          | Centro storico |
| Lavagine       | Centro storico |
| Monte          | Centro storico |
| San Polo       | Centro storico |
| Valbona        | Centro storico |
| Hong-Kong      | Extra muros    |
| Mazzaferro     | Extra muros    |
| Piansevero     | Extra muros    |
| Piantata       | Extra muros    |
| San Bernardino | Extra muros    |

Ed ecco ondeggia, pencola, urta, sbalza,
risale, prende il vento; ecco pian piano

tra un lungo dei fanciulli urlo s’inalza.
S’inalza; e ruba il filo dalla mano,
come un fiore che fugga su lo stelo

esile, e vada a rifiorir lontano.
S’inalza; e i piedi trepidi e l’anelo
petto del bimbo e l’avida pupilla
e il viso e il cuore, porta tutto in cielo. […]”.»
(Giovanni Pascoli, l'Aquilone, vv 22-33, Primi poemetti)

## Contrade vincitrici
Questo elenco mostra le contrade che nelle varie edizioni hanno vinto il principale trofeo, chiamato "Città di Urbino" (premio per l'aquilone più alto tra i più lontani). Purtroppo l'elenco è incompleto perché non si possiede un albo d'oro completo a cui attingere.
| Edizione | Anno | Contrada         | Edizione | Anno | Contrada       |
| -------- | ---- | ---------------- | -------- | ---- | -------------- |
| 1°       | 1955 | Duomo - San Polo | 44°      | 1999 | Piansevero     |
| 2°       | 1956 | Lavagine         | 45°      | 2000 | Piantata       |
| 18°      | 1973 | Lavagine         | 46°      | 2001 | Duomo          |
| 20°      | 1975 | Lavagine         | 47°      | 2002 | Lavagine       |
| 21°      | 1976 | Lavagine         | 48°      | 2003 | San Bernardino |
| 22°      | 1977 | Duomo            | 49°      | 2004 | Hong Kong      |
| 23°      | 1978 | San Polo         | 50°      | 2005 | Piansevero     |
| 24°      | 1979 | Duomo            | 51°      | 2006 | Monte          |
| 25°      | 1980 | Monte            | 52°      | 2007 | Hong Kong      |
| 26°      | 1981 | Monte            | 53°      | 2008 | San Polo       |
| 27°      | 1982 | Lavagine         | 54°      | 2009 | Piantata       |
| 28°      | 1983 | Lavagine         | 55°      | 2010 | San Polo       |
| 29°      | 1984 | San Polo         | 56°      | 2011 | Lavagine       |
| 30°      | 1985 | Valbona          | 57°      | 2012 | Mazzaferro     |
| 31°      | 1986 | San Polo         | 58°      | 2013 | San Polo       |
| 32°      | 1987 | Piansevero       | 59°      | 2014 | Piantata       |
| 33°      | 1988 | Monte            | 60°      | 2015 | Monte          |
| 34°      | 1989 | Valbona          | 61°      | 2016 | Mazzaferro     |
| 35°      | 1990 | Valbona          | 62°      | 2017 | Lavagine       |
| 36°      | 1991 | Non assegnato    | 63°      | 2018 | Piansevero     |
| 37°      | 1992 | Mazzaferro       | 64°      | 2019 | Piansevero     |
| 38°      | 1993 | Piantata         | 65°      | 2020 | Non assegnato  |
| 39°      | 1994 | Monte            | 66°      | 2021 | Monte          |
| 40°      | 1995 | Piantata         | 67°      | 2022 | Piantata       |
| 41°      | 1996 | San Polo         | 68°      | 2023 | Hong-Kong      |
| 42°      | 1997 | Piansevero       | 69°      | 2024 | Hong-Kong      |
| 43°      | 1998 | Non assegnato    |          |      |                |

## Coppe vinte per contrada
Sempre secondo la precedente lista incompleta, un elenco delle contrade in ordine decrescente di blasonatura (riguardo al solo trofeo principale):
- 9 trofei:  Lavagine (1956 -1973-1975-1976 - 1982 - 1983 - 2002 - 2011 - 2017)
- 8 trofei:  San Polo (1955 - 1978 - 1984 - 1986 - 1996 - 2008 - 2010 - 2013)
- 7 trofei:  Monte (1980 - 1981 - 1988 - 1994 - 2006 - 2015 - 2021)
- 6 trofei:  Piansevero (1987 - 1997 - 1999 - 2004 - 2018 - 2019)
- 6 trofei:  Piantata (1993 - 1995 - 2000 - 2009 - 2014 - 2022)
- 5 trofei:  Hong-Kong (1969 - 2005 - 2007 - 2023 - 2024)
- 4 trofei:  Duomo (1955 - 1977 - 1979 - 2001)
- 3 trofei:  Valbona (1985 - 1989 - 1990)
- 3 trofei:  Mazzaferro (1992 - 2012 - 2016)
- 1 trofeo:  San Bernardino (2003)

## 53ª edizione (2008)
Trofeo "Città di Urbino"
1°  San Polo
2°  Piantata
3°  Hong Kong

## 54ª edizione (2009)
Trofeo "Città di Urbino"
1°  Piantata
2°  San Bernardino
3°  Hong Kong

## 55ª edizione (2010)
Trofeo "Città di Urbino"
1°  San Polo
Premio per l'aquilone più grande :  Monte
Premio per l'aquilone più estroso :  Duomo
Premio per l'aquilone più bello :  Hong Kong
Premio per l'aquilone più lontano :  Monte
Premio "Pietro Sanchini" (premio della gara per i bambini):  Monte
Premio aquilone d'oro :  Monte
Premio per la contrada meglio addobbata :  San Bernardino
Premio per la contrada più organizzata :  Lavagine

## 56ª edizione (2011)
Trofeo "Città di Urbino"
1°  Lavagine
2°  San Polo
Premio per l'Aquilone più Bello :  Mazzaferro
Premio per l'Aquilone più Grande :  San Polo
Premio per l'Aquilone più Piccolo :  San Polo
Premio all'Aquilone più Tecnico :  Piansevero
Premio all'Aquilone più Estroso :  Valbona
Aquilone d'Oro (per il Premio "Pietro Sanchini") :  Valbona
Premio per la Contrada meglio addobbata :  San Bernardino
Premio per la Contrada più organizzata :  Monte

## 57ª edizione (2012)
Trofeo "Città di Urbino"
1°  Mazzaferro
2°  Lavagine
Premio per l'Aquilone più Bello :  Hong Kong
Premio per l'Aquilone più Grande :  Mazzaferro
Premio per l'Aquilone più Piccolo :  San Polo
Premio all'Aquilone più Tecnico :  Valbona
Premio all'Aquilone più Estroso :  Piansevero
Aquilone d'Oro (premio all'aquilonista dell'anno) :  Monte
Premio "Pietro Sanchini"  (premio al miglior giovane aquilonista) :  Piantata
Premio per la Contrada meglio addobbata :  Monte
Premio per la Contrada più organizzata :  Mazzaferro

## 58ª edizione (2013)
Trofeo "Città di Urbino"
1°  San Polo
2°  Lavagine
Premio per l'Aquilone più Bello :  Hong Kong
Premio per l'Aquilone più Grande :  Hong Kong
Premio per l'Aquilone più Piccolo :  Piansevero
Premio all'Aquilone più Tecnico :  Valbona
Premio all'Aquilone più Estroso :  Valbona
Premio "Pietro Sanchini" / Aquilone d'Oro (premio all'aquilonista dell'anno) :  Piantata
Premio "Giovanni Pascoli"  (premio al miglior giovane aquilonista) :  Monte
Miss Cometa (premio alla migliore aquilonista) :  Monte
Premio per la Contrada meglio addobbata :  San Bernardino
Premio per la Contrada più organizzata :  Mazzaferro

## 59ª edizione (2014)
Trofeo "Città di Urbino"
1°  Piantata
2°  San Bernardino
Premio per l'aquilone bidimensionale più bello:  San Polo
Premio per l'aquilone tridimensionale più bello:  Mazzaferro
Premio speciale per l'aquilone più bello:  Hong Kong
Premio per l'aquilone più grande :  Monte
Premio per l'aquilone più piccolo :  Lavagine
Premio all'aquilone più tecnico :  Valbona
Premio all'aquilone più estroso :  Valbona
Aquilone d'oro:   San Polo
Premio per la contrada più organizzata :  Monte
Premio "Pietro Sanchini" (premio all'aquilonista dell'anno) :  Piansevero
Premio "Giovanni Pascoli"  (premio al miglior giovane aquilonista) :  Piantata
Miss Cometa (premio alla migliore aquilonista) :  Hong Kong
Premio al lanciatore di aquiloni che viene da più lontano:  Piansevero

## 60ª edizione (2015)
Trofeo "Città di Urbino"
1°  Monte
2°  Hong Kong
Premio per l'aquilone bidimensionale più bello:  San Polo
Premio per l'aquilone tridimensionale più bello:  Piansevero
Premio per l'aquilone più grande :  Mazzaferro
Premio per l'aquilone più piccolo :  San Polo
Premio all'aquilone più tecnico :  Piantata
Aquilone d'oro:   Monte
Premio per la contrada più organizzata :  Lavagine
Premio "Pietro Sanchini" (premio all'aquilonista dell'anno) :  Piansevero
Premio "Giovanni Pascoli"  (premio al miglior giovane aquilonista) :  Hong Kong
Miss Cometa (premio alla migliore aquilonista): premiazione simbolica a tutte le donne delle Contrade

## 61ª edizione (2016)
Trofeo "Città di Urbino"
1°  Mazzaferro
2°  Piantata
Premio per l'aquilone bidimensionale più bello:  Piansevero
Premio per l'aquilone tridimensionale più bello:  Hong Kong
Premio per l'aquilone più grande :  Monte
Premio per l'aquilone più piccolo :  San Polo
Premio per l'aquilone più tecnico :  Valbona
Aquilone d'oro :  Piantata
Premio per la gara in notturna :  Lavagine
Premio per la contrada più organizzata :  San Bernardino
Premio "Pietro Sanchini" (premio all'aquilonista dell'anno) :  Piansevero
Miss Cometa (premio alla migliore aquilonista):  Piansevero
Premio al miglior giovane aquilonista:  Piansevero
Premio "Giovanni Pascoli"  (gara per i bambini) :  Hong Kong

## 62ª edizione (2017)
Trofeo "Città di Urbino"
1°  Lavagine
2°  San Bernardino
Premio per l'aquilone più artistico:  Monte
Premio per l'aquilone tridimensionale più bello:  Valbona
Premio per l'aquilone più grande :  Piantata
Premio per l'aquilone più tecnico :  Valbona
Aquilone d'oro :  Valbona
Premio per la gara in notturna :  Lavagine
Premio per la contrada più organizzata :  San Bernardino
Premio al miglior giovane aquilonista:  Hong Kong -  Lavagine (ex aequo)
Premio "Giovanni Pascoli"  (gara per i bambini) :  Duomo

## 63ª edizione (2018)
Trofeo "Città di Urbino"
1°  Piansevero
2°  Monte
Premio per l'aquilone tridimensionale più bello:  Duomo
Premio per l'aquilone più artistico:  Monte
Premio per l'aquilone più grande :  Monte
Premio per l'aquilone più piccolo :  San Bernardino
Premio per l'aquilone più tecnico :  Piansevero
Premio per il miglior aquilone in tela dei bambini:  Monte

## 64ª edizione (2019)
Trofeo "Città di Urbino"
1°  Piansevero
Premio per l'aquilone tridimensionale più bello:  Hong Kong
Premio per l'aquilone bidimensionale più bello:  Monte
Premio per l'aquilone più tecnico :  Lavagine

## Altri Premi correlati alle Contrade
Concorso Diocesano dei Presepi
Dal 2012, nell'ambito del Concorso Diocesano dei Presepi, organizzato dall'Arcidiocesi, è stata istituita la categoria "Miglior presepe delle contrade di Urbino", che ha visto negli anni come vincitori:
- 2012:  Piantata
- 2013:  Hong Kong
- 2014:  Hong Kong
- 2015:  Piantata

Gara natalizia "Vinca il più dolce!"
Dal 2013 si svolge anche una gara di dolci natalizi tra le dieci contrade. I dolci vengono giudicati da due giurati non di Urbino la sera stessa.
- Natale 2013:  Piansevero (gara svoltasi il 7 dicembre 2013)
- Natale 2014:  San Bernardino (gara svoltasi il 6 gennaio 2015)
- Natale 2015:  Piantata (gara svoltasi il 6 gennaio 2016)